# Храм Шаолинь (фильм, 1982)
«Храм Шаолинь» («Замок Шаолинь», «Монастырь Шаолинь», «Шаолиньский монастырь», кит. трад. 少林寺, палл. Шао Линь сы) — фильм 1982 года о боевых искусствах, практикуемых в монастыре Шаолинь. Дебютная роль Джета Ли. Первый фильм трилогии о монастыре Шаолинь, последующие два фильма: «Дети Шаолиня» и «Боевые искусства Шаолиня». В 1983 году картина была номинирована на Гонконгскую кинопремию в категории «Лучшая хореография боя».
В 1988-90 годах трилогия наряду с фильмом «Тридцать шесть ступеней Шаолиня» демонстрировалась в СССР в рамках телепередачи «Клуб путешественников» (все фильмы разделены на пятнадцатиминутные отрывки, в каждый выпуск было включено по одному отрывку).

## Сюжет
Действие фильма разворачивается в средневековом Китае в переходный период между династиями Суй (581-618) и Тан (618-907). В храме Шаолинь послушник Цзюэюань склоняется перед аббатом — его вот-вот примут в монахи. Главное лицо храма говорит ему, что тот должен поклясться, никогда не совершать убийств. Аббат повторяет своё требование, и Цзюэюань медленно поднимает глаза, пристально глядя на него. Глава храма спрашивает ещё раз.
Несколькими годами ранее, во время восстаний в конце правления династии Суй, военачальник Ван Шичун из Лояна вероломно провозгласил себя императором Восточной столицы. Его племянник, военачальник Ван Жэньцзэ, наблюдает за укреплением своей береговой обороны от вражеских генералов на противоположном берегу, недалеко от храма Шаолинь. По его мнению рабы работают слишком медленно, поэтому военачальник приказывает своим заключённым присоединиться к ним. Среди этих заключённых пожилой мастер боевых искусств и его сын Цзюэюань.
Однажды, защищая другого заключённого, отец Цзюэюаня привлекает внимание Ван Жэньцзэ, который впоследствии нападает и лично убивает его. Сын сразу же пытается отомстить, но военачальник оказывается сильнее, а парень вынужден бежать в Шаолинь. Учитель Таньцзун проводит обучение монахов в тот момент, когда Цзюэюань приходит на территорию храма. Аббат заявляет, что оказывать помощь — святая обязанность буддийских монахов. Таньцзун и его ученики помогают гостю восстановиться.
Выздоровевший юноша присоединяется к монахам, носящих воду из реки на территорию храма, что является элементом тренировкой по боевым искусствам. Ему помогает девушка-пастух Бай Уся, также владеющая боевыми искусствами.
Цзюэюань постепенно вливается в коллектив весёлого учителя и его не менее озорных учеников. Парень узнаёт, что учитель — отец Бай Уся и что девять лет назад они были вынуждены бежать от солдат императора, добравшись до храма. Цзюэюань заявляет, что убьёт Ван Жэньцзэ, и просит Таньцзуна обучить его кунг-фу Северного Шаолиня. Учитель говорит ему, что шаолиньское кунг-фу предназначено для защиты, а не для убийства, и что Цзюэюань не монах. В ответ на это юноша заявляет, что хочет им стать.
Голова Цзюэюаня обрита, и аббат посвящает его в младшие монахи. Он начитает изучать кунг-фу Северного Шаолиня. Через некоторое время он приобретает впечатляющие боевые способности, но во время поединка он представляет перед собой убийцу отца и чуть не убивает своего соперника-монаха. В наказание его ставят лицом к стене на три дня, но он убегает из храма. Цзюэюань сразу отправляется мстить, но терпит неудачу и сбегает. Пристыженный, он возвращается в храм. Учитель позволяет ему возобновить обучение шаолиньскому кунг-фу. Он тренируется ещё год и становится большим знатоком кунг-фу.
Однажды Ли Шиминь (сын основателя династии Тан Ли Юаня), преследуемый императором, попадает в Шаолинь. Монахи устраивают представление перед людьми императора, имитируя помощь в поисках Ли Шиминя, чтобы тот смог за это время сбежать. Цзюэюань и Уся помогают беглецу просочиться между императорскими патрулями. Между двумя помощниками завязывается роман. В итоге побег не удаётся. Бай Уся и раненый Ли Шиминь плывут на плоту вниз по реке, в то время как Цзюэюань принимает весь удар на себя, чтобы защитить их. На помощь ему приходит учитель с учениками, но разобравшись с противниками, Таньцзун изгоняет парня из Шаолиня. Ван Жэньцзэ узнаёт о помощи беглецу и отправляется со своей армией в Шаолинь, чтобы уничтожить храм.
Аббат приказывает монахам не сражаться, даже когда армия противника окружает храм, а после умоляет Ван Жэньцзэ о пощаде и принимает всю вину на себя. Аббата помещают на погребальный костер, который затем поджигают. Племянник императора сообщает монахам, что, если они раскроют местонахождение предателей, он пощадит храм и аббата. Военачальник убивает несколько высокопоставленных монахов, после чего Таньцзун и его ученики сознаются в помощи Ли Шиминю. Начинается битва, в которой многие монахи погибают.
Цзюэюань и Бай Уся возвращаются в храм. Армии удаётся взять под свой контроль наружную стену храма и его прилегающие территории, убивая там всех монахов. Оставшиеся в живых монахи отступают на внутреннюю территорию храма. Таньцзун ранен. Он умоляет Цзюэюаня защитить Шаолинь и восстановить справедливость и умирает. Ван Жэньцзэ получает известие о том, что Ли Шиминь со своей армией приближаются к Восточной столице, из-за чего они прекращают осаду храма и направляются туда. Цзюэюань и монахи-воины следуют за ним и присоединяются к битве в разрушенной Восточной столице в том самом месте, где Ван Жэньцзэ убил отца Цзюэюаня. Юноша и племянник императора сражаются на берегу реки. Цзюэюань наконец убивает соперника. Битву за Восточную столицу выигрывает Ли Шиминь.
Цзюэюань возвращается в храм, где новый аббат спрашивает его, сможет ли он соблюдать обет не убивать. Тот клянётся, что не будет убивать, кроме как ради соблюдения праведности, и аббат соглашается с этим. Юноша продолжает давать обеты, но когда доходит до обета безбрачия, его снова одолевают сомнения. Он раскрывает свои сложенные ладони, чтобы посмотреть на нефритовый амулет, вспоминая, как Бай Уся подарила его ему в знак своей любви. Он поднимает глаза и видит её, прокравшуюся в боковое крыло святилища и пристально смотрящую на него. Цзюэюань колеблется, затем всё же даёт обет безбрачия, и она уходит. Парень становится настоящим монахом Шаолиня и мастером кунг-фу, руководя тренировками монахов.

## В ролях
| Актёр          | Роль          |
| -------------- | ------------- |
| Джет Ли        | Цзюэюань      |
| Дин Лань       | Бай Уся       |
| Юй Хай         | Таньцзун      |
| Ху Цзяньцян    | Укун          |
| Сунь Цзянькуй  | Сэкун         |
| Лю Хуайлян     | Ляокун        |
| Ван Цзюэ       | Банькун       |
| Ду Чуаньян     | Вэйкун        |
| Цуй Чжицян     | Сюанькун      |
| Сюнь Фэн       | Даокун        |
| Пань Ханьгуан  | Чжицао        |
| Генри Фон      | Хуэйнэн       |
| Цзян Хунбо     | Хуэйинь       |
| Шаньци Ботун   | Хуэйян        |
| Чжан Цзяньвэнь | аббат         |
| Янь Дихуа      | Сэнчжи        |
| Ван Гуанцюань  | Ли Шиминь     |
| Юй Чэнхуэй     | Ван Жэньцзэ   |
| Цзи Чуньхуа    | Туин (Кондор) |
| Пань Цинфу     | генерал       |
| Су Фэй         | генерал       |
| Чэнь Гоань     | генерал       |
| Бянь Личан     | генерал       |
| Ван Гои        | генерал       |
| Сунь Шэнцзюнь  | генерал       |

## Награды
| Год  | Кинопремия                 | Категория                | Лауреат / претендент                      | Результат | Источник |
| ---- | -------------------------- | ------------------------ | ----------------------------------------- | --------- | -------- |
| 1983 | 2-я Гонконгская кинопремия | «Лучшая хореография боя» | Ма Сяньда, Пань Цинфу, Ван Чанкай, Юй Хай | Номинация | [ 5 ]    |

## Место съёмок
Съёмки фильма проходили на горе Суншань в провинции Хэнань.